# Šmaver, Trebnje
Šmaver este o localitate din comuna Trebnje, Slovenia, cu o populație de 68 de locuitori.